# Nižná Olšava
Nižná Olšava es un municipio del distrito de Stropkov en la región de Prešov, Eslovaquia, con una población estimada a final del año 2024 de 431 habitantes.
Se encuentra ubicado al noreste de la región, cerca del río Ondava (cuenca hidrográfica del río Tisza) y de la frontera con  Polonia.

## Demografía
| Año        | 1994 | 2004    | 2014    | 2024    |
| ---------- | ---- | ------- | ------- | ------- |
| Población  | 387  | 397     | 429     | 431     |
| Diferencia |      | +2,58 % | +8,06 % | +0,46 % |

| Año        | 2023 | 2024    |
| ---------- | ---- | ------- |
| Población  | 425  | 431     |
| Diferencia |      | +1,41 % |